# فينيسيوس (لاعب كرة قدم مواليد 1989)
فينيسيوس هو لاعب كرة قدم برازيلي في مركز الهجوم، ولد في 12 أغسطس 1989 في بورتو أليغري في البرازيل. لعب مع نادي دبرتسني.

## وصلات خارجية
- فينيسيوس (لاعب كرة قدم مواليد 1989) على موقع قاعدة بيانات كرة القدم.إي يو (الإنجليزية)
- فينيسيوس (لاعب كرة قدم مواليد 1989) على موقع Soccerway.com (الإنجليزية)